# بروینا
براوینا (به آلمانی: Breuna) یک شهر در آلمان است که در کسل واقع شده‌است. براوینا ۳٬۷۶۸ نفر جمعیت دارد.

## خواهرخوانده
شهرهای گهلبرگ و پره داپیو خواهرخوانده‌های براوینا هستند.